# Nahiko
«Nahiko» es el título del primer sencillo de la banda vasca de punk y rock Zarama.
Grabado en 1981 y editado por Discos Suicidas en 1982, este sencillo puede considerarse como el primer disco de punk vasco. De hecho, "Nahiko" fue la primera referencia editada por Discos Suicidas. Es más, el nombre de la discográfica proviene del «suicidio comercial» que suponía editar un álbum de un grupo de punk que cantaba en euskera.
El sencillo contiene dos canciones, "Nahiko" (en castellano, «Basta») en la Cara-A y "Ezkerralde" («Margen izquierda») en la Cara-B. Ambos temas son canciones propias de Zarama.

## Grabación
"Nahiko" fue el primer sencillo de Zarama, pero no su primera grabación. Ya habían grabado anteriormente "Bildur Naiz" para un disco compartido consecuencia de quedar segundos en el certamen Euskal Musika 80, creado para promocionar a grupos que utilizasen el euskera.
Pero las sesiones de este simple fueron las primeras en las que el grupo grababa para un álbum propio. Grabaron los Estudios de Xoxoa (Galdácano), teniendo como técnico de sonido a Jean Phocas, que ya era un reputado productor y, por entonces, ejercía de bajista de Errobi.
Para las sesiones utilizaron a dos músicos de estudio: Santa (José Mari Santamaría) a la guitarra y Jabi Losa al bajo. Para el primero contaron para que ejecutase los solos que Txuzos no podía ejecutar. El segundo sustituyó a Xabier Álvarez, bajista oficial, que se encontraba realizando el servicio militar obligatorio.
El grupo quedó encantado con el sonido. Roberto Moso escribiría más adelante «... se repitió el milagro. Phocas, realmente, era capaz de convertir la mierda en oro y "Nahiko" quedó de lo más aparente».
En las sesiones de grabación, también se realizó una tercera canción: "Dana Niretzat", aunque no fue incluida. Luego, Discos Suicidas en 2003 reedita Indarrez en CD, incluyendo las dos canciones de Nahiko junto con "Dana Niretzat".

## Canciones
- Todas las canciones fueron compuestas por Zarama.

### Cara A
1. "Nahiko" («Basta») - 3:23

### Cara B
1. "Ezkerralde" («Margen izquierda») - 2:55

## Personal
Zarama
- Roberto Moso - Voz.
- Txuzos - Guitarra.
- Xabier Álvarez - Bajo.[8]
- Ernesto Álava - Batería.

Personal adicional
- Santa - Guitarra solista en "Nahiko".
- Jabi Losa - Bajo en "Ezkerralde".

Personal técnico
- Jean Phocas - Técnico de sonido.
- Andy - Fotografía de portada.
- Michel Alcorta - Fotografía de contraportada.